# Königswinterer Straße 803 (Bonn)

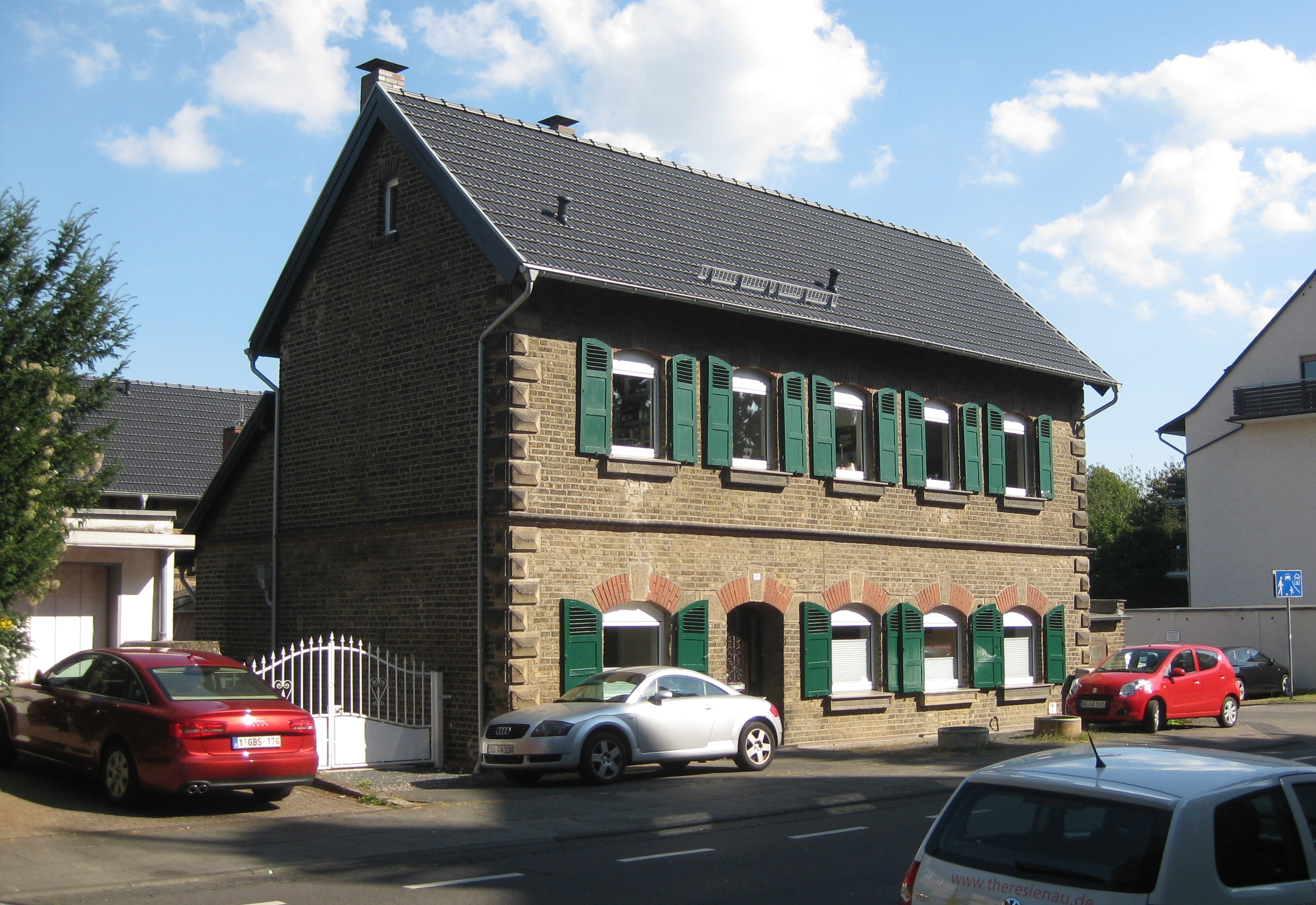
Königswinterer Str. 803: das ehemalige Wasserwerk (2016)

Das historische Gebäudeensemble an der Königswinterer Straße 803 in Oberkassel, einem Ortsteil des Bonner Stadtbezirks Beuel, besteht aus dem ehemaligen Wasserwerk sowie dem dahinterliegenden, ehemaligen Gefängnis der Gemeinde. Die an der Ecke Königswinterer Straße und Röckesbergstraße stehenden Gebäude werden heute zu Wohnzwecken genutzt und sind denkmalgeschützt. Beide Gebäude sind durch einen Innenhof verbunden.
Das ehemalige Wasserwerk an der Königswinterer Straße ist heute ein zweigeschossiges Einfamilienhaus mit Erdgeschoss-Anbauten, zu denen das frühere Pumpenhaus gehört, in dem es noch heute einen Brunnen gibt. Das Objekt ist unverputzt und verfügt über 5 Fensterachsen. Die Gebäudeteile entstanden von 1894 bis 1912.
Das ehemalige Gefängnis (auch: Arresthaus) liegt hinter dem Wasserwerk an der Röckesbergstraße. Es handelt sich um einen Ziegelbau mit Fachwerk und wurde um 1900 errichtet. Das Gefängnis wurde bis in die 1950er Jahre betrieben. Auch die Feuerwehr nutzte das Gebäude – zum Unterstellen der Spritze; das dazu benötigte, große Tor im Gebäude wurde im Rahmen der 2015er-Sanierung durch ein Fenster ersetzt. Seit November 1984 wurde das Bauwerk als Zeughaus der Karnevalsgesellschaft Kaasseler Jonge Grün-Weiß Oberkassel genutzt, die es selbst sanierte und instand hielt.
Der Eigentümer des Gesamtensembles, die Bonner Stadtwerke, versuchten seit dem Jahr 2010, die Gebäude zu veräußern. 2015 kam es dann zum Verkauf, nach einer Grundsanierung werden beide Objekte heute als Wohnraum genutzt.